# Winong (Ngampel)
Winong is een bestuurslaag in het regentschap Kendal van de provincie Midden-Java, Indonesië. Winong telt 4081 inwoners (volkstelling 2010).